# Gastón García
Gastón García (Reconquista, 15 dicembre 1998) è un cestista argentino.